# Karl Lennartz
Karl Lennartz (Aquisgrana, 19 marzo 1940 – Bad Oeynhausen, 2 maggio 2014) è stato uno storico tedesco.

## Biografia
Dal 1960 Lennartz ha studiato storia, geografia, storia dell'arte e pedagogia nelle università di Bonn, Göttingen, Colonia e ancora Bonn. Nel 1968 ha conseguito il dottorato in geografia storica a Bonn. Dal 1967 al 1980 è stato prima assistente, poi docente presso l'Università pedagogica della Renania a Bonn e Colonia. La sua abilitazione in storia dello sport è avvenuta presso l'Università tedesca dello Sport di Colonia, in cui dal 1980 fino al suo ritiro nel 2005 Karl Lennartz ha lavorato come docente universitario. Dal 1989 al 2005 è stato direttore dell'archivio Carl e Lieselott Diem. Fu anche visiting professor presso l'Università del Peloponneso e l'Università dello sport di Pechino.
I suoi principali interessi di ricerca sono stati la storia dei Giochi olimpici, il movimento olimpico e le discipline olimpiche, in special modo la maratona. Lennartz è stato l'autore di alcune opere che sono state dei punti di riferimento per quanto riguarda i trattati sulle Olimpiadi dal 1896 al 2012 in lingua tedesca; insieme a Jürgen Buschmann, ha inoltre scritto una serie di testi sulla storia dei tornei di calcio olimpici. Dagli anni 1980 Lennartz è stato membro di diverse commissioni del Comitato Olimpico Internazionale; dal 2002 è stato membro della commissione per la cultura e l'educazione olimpica. È stato membro fondatore del Comitato tedesco Pierre de Coubertin e della Società internazionale degli storici olimpici, di cui fu presidente dal 2004 al 2012 e poi membro onorario. Dal 2003 è stato co-editore del Journal of Olympic History.
Nel 1990 Lennartz ha ricevuto la Croce dell'Ordine al merito di Germania e nel 2006 la Croce al merito di I classe della stessa onorificenza. Nel 1997 è stato insignito del Collare d'Argento dell'Ordine olimpico.

## Pubblicazioni
- Zwischeneuropa in den geographischen Vorstellungen und der Kriegführung der Römer in der Zeit von Caesar bis Marcus Aurelius, Bonn, Universität Bonn, 1968
- Bibliographie Geschichte der Leibesübungen, 6 volumi, Wegener, Bonn, 1971-1985
- Kenntnisse und Vorstellungen von Olympia und den Olympischen Spielen in der Zeit von 393 bis 1896, Hofmann, Schorndorf, 1974
- Bibliographie Langlauf mit Kindern und Jugendlichen. (con Jürgen Buschmann), Wegener, Bonn, 1981
- Geschichte des Deutschen Reichsausschusses für Olympische Spiele., 3 volumi, Wegener, Bonn, 1981-1985
  - Die Beteiligung Deutschlands an den Olympischen Spielen 1896 in Athen., 1981
  - Die Beteiligung Deutschlands an den Olympischen Spielen 1900 in Paris und 1904 in St Louis., 1983
  - Die Beteiligung Deutschlands an den Olympischen Spielen 1906 in Athen und 1908 in London., 1985
- Das Laufbuch der Frau. (con Ernst van Aaken) Meyer und Meyer, Aachen, 1985
- (con Wilhelm Kleine: Pulsschlag 130. Langlauf in Schule, Verein und Freizeit. Meyer und Meyer, Aachen, 1985
- Die Olympischen Spiele 1906 in Athen. Darstellung und Quellen. (con Walter Teutenberg), Kasseler Sportverlag, Kassel, 1992
- Olympia-Teilnehmer in Westfalen. (con Walter Teutenberg), Volume 1: Athen 1896 bis München 1972. Agon-Verlag, Kassel, 1993
- Die deutsche Olympia-Mannschaft von 1896. (con Walter Teutenberg), Kasseler Sportverlag, Kassel, 1995
- II. Olympische Spiele 1900 in Paris. (con Walter Teutenberg), Agon-Sportverlag, Kassel, 1995
- 100 Jahre Olympische Spiele. Der neugriechische Ursprung. (con Wolfgang Decker & Georgios Dolianitis), Ergon-Verlag, Würzburg, 1996
- Die Olympischen Spiele 1896 in Athen. 2 Bände. Agon-Verlag, Kassel, 1996
- Sepp Herberger und die Sporthochschule Köln. Eine Dokumentation aus Anlaß des 100. Geburtstages von Sepp Herberger und 50 Jahre Sporthochschule Köln. (con Jürgen Buschmann & Hans Günter Steinkemper) Academia Verlag, Sankt Augustin, 1997
- Olympische Spiele 1908 in London. Agon-Sportverlag, Kassel, 1998
- Olympische Fußballturniere. (con Jürgen Buschmann), Agon-Sportverlag, Kassel
  - Parte 1: Erste Schußversuche. Athen 1896 bis London 1908. 1999
  - Parte 2: Das erste große Turnier. Stockholm 1912, dazu Berlin 1916. 2001
  - Parte 3: Skandal beim Finale. Antwerpen 1920. 2002
  - Parte 4: Vergessener Weltmeister – Uruguay. Paris 1924. 2005
  - Parte 5: Uruguay erneut Olympiasieger. Amsterdam 1928, dazu Los Angeles 1932. 2007
- Olympischer Neubeginn. Gründung des Nationalen Olympischen Komitees, 24. September 1949 in Bonn. (con Walter Borgers & Jürgen Buschmann), Carl-und-Liselott-Diem-Archiv, Köln, 1999
- Olympische Siege. Medaillen, Diplome, Ehrungen. (con Walter Borgers & Andreas Höfer), Sportverlag, Berlino, 2000
- Der Briefwechsel zwischen Carl Diem und Werner March. „Unsere gemeinsam gelöste Lebensaufgabe“. (con Thomas Schmidt), Academia-Verlag, Sankt Augustin, 2002
- Tempel und Ringe. Zwischen Hochschule und olympischer Bewegung. Festschrift Dietrich R. Quanz. (con Walter Borgers, Jürgen Buschmann & Stephan Wassong), Carl-und-Liselott-Diem-Archiv, Köln, 2002
- Olympisch bewegt. Festschrift zum 60. Geburtstag von Prof. Dr. Manfred Lämmer. (con Ellen Bertke & Heike Kuhn), Institut für Sportgeschichte der Deutschen Sporthochschule Köln, 2003
- Sepp Herberger und Otto Nerz. Die Chefdenker und ihre Theorien. Ihre Diplomarbeiten. (con Jürgen Buschmann & Hans Günter Steinkemper), Agon-Verlag, Kassel, 2003
- Spiel – Spiele – Olympische Spiele. (con Jürgen Buschmann & Stephan Wassong), Meyer und Meyer, Aachen, 2004
- Die Spiele der III. Olympiade 1904 in St. Louis., Agon-Verlag, Kassel, 2004
- 40 Jahre Diem-Archiv. 1964 bis 2004. (con Jürgen Buschmann, Michael Winter & Thomas Zawadzki), Carl-und-Liselott-Diem-Archiv, Köln, 2005
- 100 Jahre Leichtathletik in Deutschland. Band 8: Marathonlauf. Verlag Werbung UM Sport, Lohmar
  - Parte 1: Von den Anfängen bis van Aaken. 2005
  - Parte 2: Ost und West und gesamtdeutsch. 2007
  - Parte 3: Frauen – geborene Marathonläuferinnen. 2007
- New Aspects of Sport History. The Olympic Lectures. (con Stephan Wassong & Thomas Zawadzki), Academia-Verlag, Sankt Augustin, 2007
- Von der Gemeinde zur Stadt. Der Rat von Sankt Augustin 1969 bis 1979, Ausblicke. Bericht eines Zeitzeugen. Rheinlandia-Verlag, Siegburg, 2008